# Los Corrales de Buelna
Los Corrales de Buelna és un municipi de Cantàbria assentat a la conca del riu Besaya a 12 km de la ciutat de Torrelavega i a 32 de Santander. Limita amb els municipis de San Felices de Buelna, Cartes, Mazcuerras, Anievas, Arenas de Iguña i amb la Vall de Cieza. La població és d'11.091 habitants (INE-2006).

## Localitats
- Barros, 361 hab.
- Las Caldas de Besaya, 63 hab.
- Coo, 319 hab.
- Los Corrales de Buelna (Capital), 9.105 hab., dels que 8.973 estan al nucli urbà, 46 al barri de Lobado i 86 al de Penías.
- San Mateo, 296 hab.
- Somahoz, 947 hab., dels que 129 estan al barri de San Andrés.

## Demografia
| 1900  | 1910  | 1920  | 1930  | 1940  | 1950  | 1960  | 1970  | 1980   | 1990  | 2000   | 2005   |
| ----- | ----- | ----- | ----- | ----- | ----- | ----- | ----- | ------ | ----- | ------ | ------ |
| 2.752 | 2.926 | 3.501 | 4.871 | 5.292 | 6.185 | 8.111 | 9.307 | 10.045 | 9.817 | 10.718 | 10.958 |

Font: INE

## Administració
| Eleccions municipals, 25 de maig de 2003 |      |        |          |
| Partit                                   | Vots | %      | Regidors |
| PP                                       | 3167 | 43,16% | 8        |
| PSOE                                     | 2577 | 35,12% | 7        |
| PRC                                      | 779  | 10,78% | 2        |

| Eleccions municipals, 27 de maig de 2007 |      |        |          |
| Partit                                   | Vots | %      | Regidors |
| PP                                       | 3273 | 46,26% | 8        |
| PSOE                                     | 1956 | 27,65% | 5        |
| PRC                                      | 1123 | 15,87% | 3        |
| UVI-B                                    | 422  | 5,96%  | 1        |

Hi va néixer, a la localitat de Coo, María Cristina Alonso Alonso, monja carmelita a Barcelona, proclamada serventa de Déu.